# Staten van Zeeland

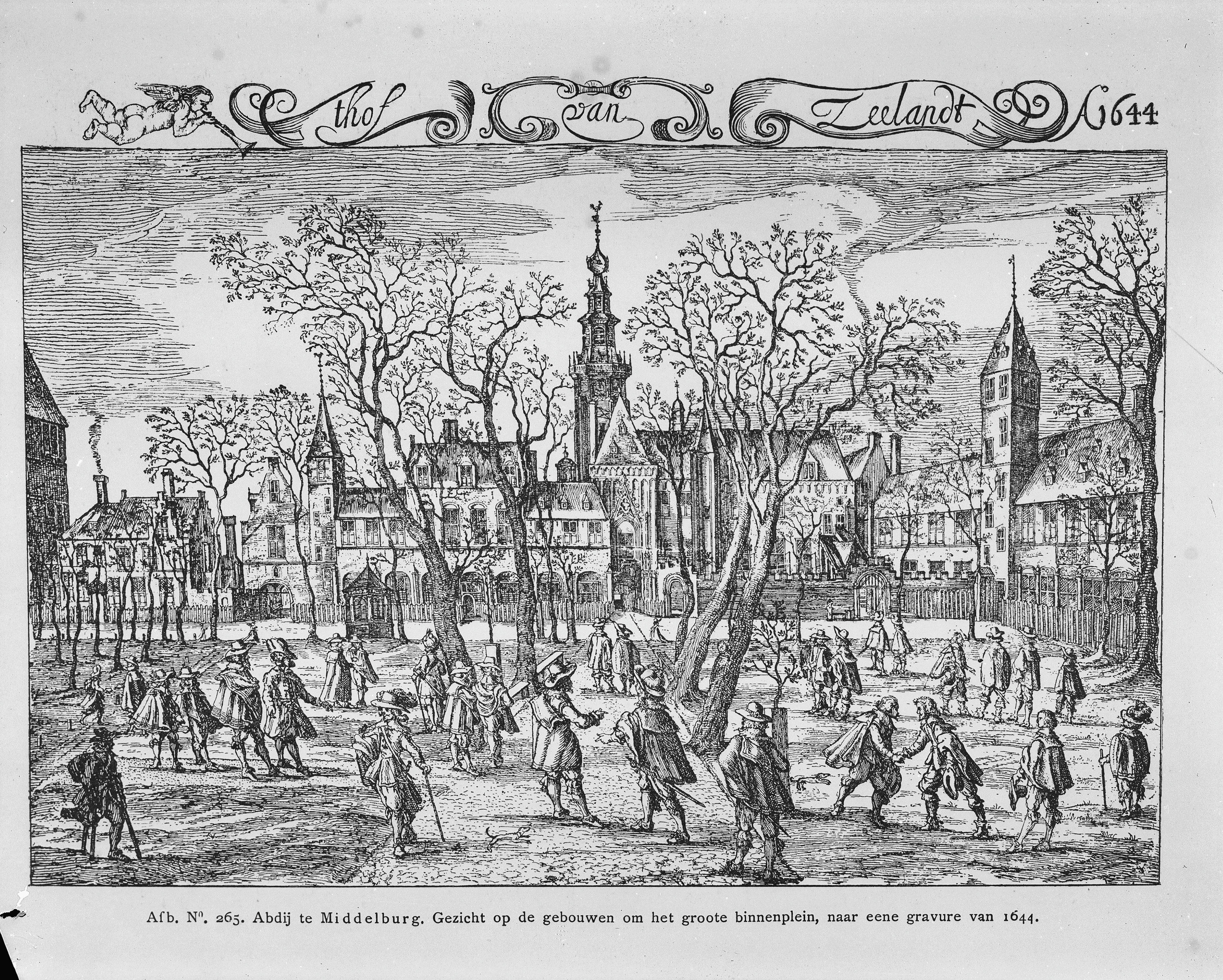
Het hof van Zeeland in 1644.

De Staten van Zeeland vormden vanaf het eind van de vijftiende tot en met de 1795 het hoogste bestuursorgaan van eerst het Graafschap Zeeland en vanaf 1574 het gewest Zeeland.

## Geschiedenis

### Ontstaan
In 1436 was het Graafschap Zeeland definitief in handen gekomen van de Bourgondische hertogen. Met de regeerperiode van Filips de Goede begon een tijd van centralisatie in de Nederlanden, dit bracht een versnelde institutionalisering met zich mee waarin nieuwe gewestelijke bestuursinstellingen zich ontwikkelden. Er ontstonden verschillende overlegstructuren tussen aan de ene kant (vertegenwoordigers van) de graaf en aan de andere kant zijn leenmannen, en later ook steden, om het eens te worden over belastingen en andere politieke of economische zaken. Aan het eind van de vijftiende eeuw gingen deze op in de Staten van Zeeland.

### Standen
Tijdens de regeerperiode van Karel V bestonden de Staten van Zeeland uit drie standen:
1. De geestelijkheid: de prelaat (de abt van de Onze Lieve Vrouwe Abdij in Middelburg).
2. De adel, in de vorm van de belangrijkste edelen van Zeeland (de Ridderschap).
3. De burgerij, waarin de vertegenwoordigers van de vijf grootste steden (pensionarissen genoemd) zitting namen. (Middelburg, Zierikzee, Goes, Tholen en Reimerswaal.)

##### Veranderingen in de 16e eeuw
- Gedurende de 16e eeuw wordt de adelstand, de Ridderschap, samengevoegd tot één persoon, die vanaf 1558 de Eerste Edele genoemd wordt.
- Na het instellen van het Bisdom Middelburg in 1560, werd de abt van de Abdij van Middelburg vervangen door de bisschop van Middelburg.

### Opstand
Tijdens de Opstand wijzigde de samenstelling van de Staten van Zeeland.
- De eerste stand verdween geheel vanwege de katholieke achtergrond
- De tweede stand werd uitgedund, waarbij alleen edelen zitting hadden in de Ridderschap die sympathie hadden voor de Opstand.
- In de derde stand veranderde de samenstelling van de steden.
  - Het verdwijnen van Reimerswaal en het niet meer verschijnen in de vergaderingen van de Staten na 1578 valt te wijten aan de ontvolking van deze stad. De ontvolking van deze katholiek gebleven stad was vooral te danken aan haar koningsgezinde opstelling tijdens de Tachtigjarige Oorlog. De Watergeuzen veroverden de stad in 1574 en brandden Reimerswaal volledig plat.
  - De derde stand werd uitgebreid met de steden Vlissingen en Veere.

Beslissingen werden bij meerderheid van stemmen genomen. In de vergaderingen van de Staten-Generaal van de Nederlanden werd zij vertegenwoordigd door de uit hun midden verkozen raadpensionaris van Zeeland. Het dagelijks bestuur werd uit hun midden gevormd en heette Gecommitteerde Raden. Deze vormden vanaf 1578, samen met drie vertegenwoordigers van andere gewesten, tevens het Zeeuwse Admiraliteitscollege, dat het bestuur had over de Admiraliteit van Zeeland. Samen met de staten van de andere gewesten benoemden de Staten van Zeeland de leden van de Staten-Generaal van de Nederlanden.

### Oranje en de Staten van Zeeland
Aan het einde van de zestiende eeuw bleef er in de statenvergadering na 1572 slechts één edele over: prins Filips Willem, die heer van Sint-Maartensdijk was, na erfenis van zijn moeder. De Staten hadden hem bovendien de titel eerste edele gegeven en passeerden hiermee Filips II, die op dat moment markies van Veere en Vlissingen was. Filips Willem werd waargenomen door Willem van Oranje, die optrad namens zijn in Spanje gevangen zoon, door een speciaal hiertoe aangewezen gemachtigde. Doordat de voornaamste andere Zeeuwse edelen naar het zuiden waren uitgeweken, waren er geen andere kandidaten voor deze functie. In 1581 werd Willem van Oranje zelf eerste edele door zijn koop van Veere en Vlissingen. De stem van Oranje in de Staten van Zeeland was buitengewoon groot.
In 1581 kwam het markizaat van Veere en Vlissingen in handen van Willem van Oranje, die er 24.500 carolusguldens voor betaalde. Hij kocht het uit politieke overwegingen: het markizaat gaf hem twee van de stemmen in de Staten van Zeeland. Het markizaat werd in het bijzonder toebedeeld aan zijn jongere zoon Maurits, ter verhoging van zijn status. In eerste instantie zou de titel van Prins van Oranje toekomen aan de oudste zoon van Willem van Oranje, Filips Willem. Maurits was in 1581 slechts graaf van Nassau. Het markizaat werd in 1732, tijdens het Tweede Stadhouderloze Tijdperk, door de Staten van Zeeland opgeheven om de politieke invloed van de Oranje-Nassaus in Zeeland in te dammen. In 1748 werd het markizaat echter weer hersteld, ten gunste van Willem IV van Oranje-Nassau, de zoon van Johan Willem Friso.

## Suriname
Na de verovering van de kolonie Suriname in 1667 besloten de Staten van Zeeland om de kolonie in eigen beheer te houden. Hoewel de West-Indische Compagnie noch de Staten-generaal der Nederlanden geen patronaatschap of octrooi hadden uitgegeven beschouwde de Staten van Zeeland Suriname tot 1682 als haar eigendom.